# Tile von Vechelde (1563–1618)
Tile von Vechelde (* 28. August 1563 in Braunschweig; † 13. Februar 1618 in Braunschweig) war ein deutscher Kaufmann.

## Leben

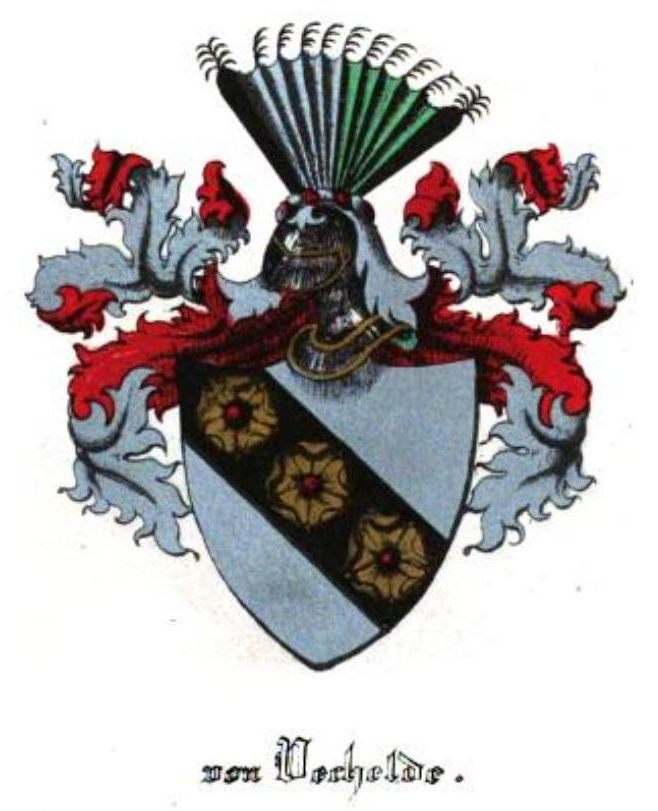
Wappen derer von Vechelde

Tile (IV.) gehörte der seit 1345 in Braunschweig nachweisbaren Patrizier- und Ratsfamilie der Altstadt, von Vechelde, an. Die im Fern- und Tuchhandel tätige Familie war von 1380 bis 1627 im Rat der Altstadt vertreten und stellte mehrfach den Großen Bürgermeister. Tile von Vechelde wurde 1563 in Braunschweig als Sohn des Ratsherrn und Kleinen Bürgermeisters Tile (III.) von Vechelde († 1596) und dessen erster Ehefrau Anna von Damm († 1568) geboren. Nach dem Tod des Vaters führte Tile von Vechelde das Handelsunternehmen weiter. Er unterhielt Geschäftsbeziehungen insbesondere mit den Niederlanden. Neben Tuchen und Stoffen gehörte auch selbst produziertes Bier zu seinen Handelsprodukten.
Tile von Vecheldes Wohnhaus befand sich auf der Scharrnstraße (spätere Assekuranznummer 755). Er war ehrenamtlich als Vorsteher des Hospitals St. Thomae tätig. Tile von Vechelde starb unverheiratet im Februar 1618 im Alter von 54 Jahren in seiner Heimatstadt und wurde in der dortigen Martinikirche begraben. Die Leitung des Familienunternehmens übernahm Melchior von Vechelde (1577–1628). Das Städtische Museum Braunschweig besitzt ein 1603 entstandenes Bildnis Tile von Vecheldes.